# 日本三鳴鳥
日本三鳴鳥（にほんさんめいちょう）は、日本に生息するさえずりが美しい鳥類スズメ目の3つの種。
- ウグイス（鶯、鴬） Cettia diphone
- オオルリ（大瑠璃） Cyanoptila cyanomelana
- コマドリ（駒鳥） Erithacus akahige

を称した呼び名。
また、古来、絵画に描かれていた鳥や、飼育されていた鳥の中から囀声の美しい代表種を指す。
| 和名             | ウグイス         | オオルリ       | コマドリ       |
| ---------------- | ---------------- | -------------- | -------------- |
| 代表的なさえずり | 「ホーホケキョ」 | 「ピリーリー」 | 「ヒンカララ」 |
| 画像             |                  |                |                |
| 音声データ       | 鳴声             |                |                |